# ニール・ラッカーズ
ニール・ラッカーズ（Neil Rackers、1976年8月16日- ）はミズーリ州セントルイス出身の元アメリカンフットボール選手。現役時代のポジションはプレースキッカー。

## 経歴

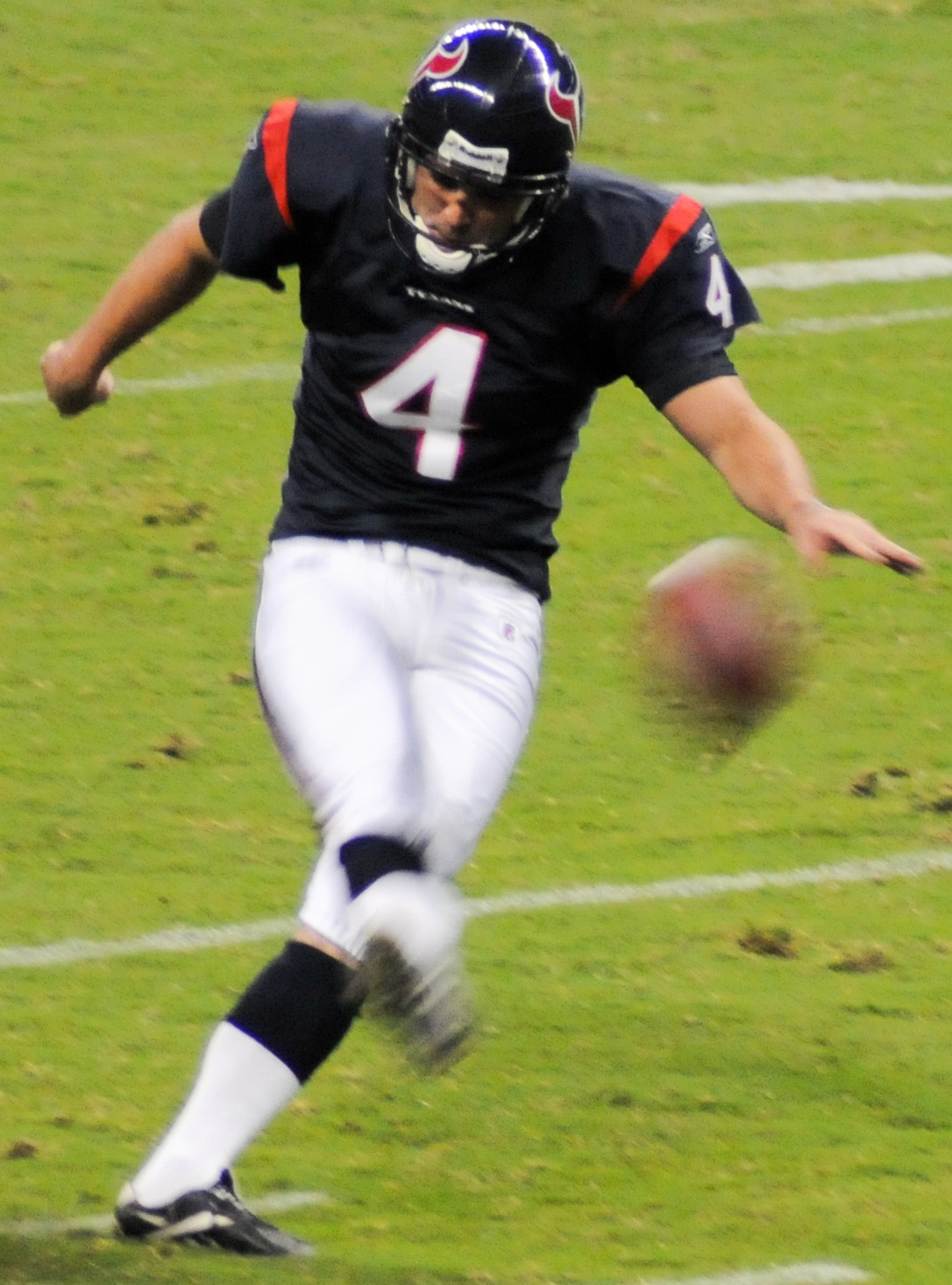
2010年プレシーズンゲームでのラッカーズ

高校時代は、アメリカンフットボールの他にサッカーや野球をしていた。サッカーではミズーリ州の選抜に、野球ではオール・カンファレンスに選ばれた。
イリノイ大学を経て2000年のNFLドラフト6巡でシンシナティ・ベンガルズに指名されて入団した。ベンガルズには3シーズン在籍し、FG67本中44本を成功させた。
2000年には開幕から3連続でFGを失敗、FG21回中12回成功（成功率57.1%）であった。2001年はFG28回中17回成功（成功率60.7%）であった。2002年にはFG18回中15回成功、シーズン最後から13回のFG中、12回を成功させた。しかし、オフシーズンにひざの手術をした彼はシーズン開幕前の最終ロースターカットでベンガルズから放出された。
2003年シーズン半ばにアリゾナ・カージナルスに加入、カージナルス在籍中2度にわたりタッチバック20回以上を記録した。
2005年には開幕から26回連続FGを成功、ジャクソンビル・ジャガーズ戦で43ヤードのFGを失敗するまで、前年から31回連続でFGを成功させている。10月2日にメキシコのアステカ・スタジアムで行われたサンフランシスコ・フォーティナイナーズ戦では6本全てのFGを決めた。この年10月、NFCの月間最優秀選手（スペシャルチーム部門）に選ばれている。
2006年1月1日、シーズン40回目のFGを成功させNFL記録を更新した（この記録は、2011年にデビッド・エイカーズによって記録は更新された。）。プロボウルとオールプロファーストチームに選ばれている。
2006年はFG37回中28回成功、2007年にはスポーツヘルニアに悩まされ、FG30回中21回の成功にとどまった。
2008年には成績を改善させ、チームは第43回スーパーボウルに進出したが、ピッツバーグ・スティーラーズに敗れて優勝は果たせなかった。この年11月のニューヨーク・ジャイアンツ戦で40年以上成功例のない、フェアキャッチキックを狙っている。
2009年12月14日のサンフランシスコ・フォーティナイナーズ戦で脚の付け根を痛めた。グリーンベイ・パッカーズとのワイルドカードプレーオフでは残り14秒に34ヤードのFGを失敗したが、延長でカルロス・ダンスビーのファンブルリカバーTDで勝利した。
シーズン終了後、無制限フリーエージェントとなった彼は、2010年4月7日、ヒューストン・テキサンズと2年契約を結んだ。この年クリス・ブラウンとのポジション争いに勝ってポジションを確保した。
2012年4月24日、ワシントン・レッドスキンズと1年契約を結んだが、同年8月27日にロースターからカットされた。
2013年11月4日、シェーン・グレアム、ジャスティン・メドロックとともにヒューストン・テキサンズのワークアウトに呼ばれたが、契約には至らなかった。